# زمین‌لرزه‌های ۲۰۰۹ وانواتو
زمین‌لرزه‌های وانواتو  در تاریخ ۷ اکتبر ۲۰۰۹ میلادی، برابر با ‎۱۵ مهر ۱۳۸۸، ساعت ۲۲:۰۳:۱۴٫۵ به زمان یوتی‌سی در وانواتو رخ داد.ژرفای این زلزله ۴۵٫۰ کیلومتر بود. بزرگی آن ۷٫۸ در مقیاس Mw بدست آمده‌است.
زمین‌لرزه هیچ کشته‌ای نداشته است.
پروژهٔ جهانی تنسور گشتاور مرکزوار پارامتر زمان مرکزوار زمین‌لرزه را با اختلاف ۱۴٫۴ ثانیه نسبت به زمان رخداد اشاره شده در بالا و مختصات مرکزوار را در ۱۲°۳۵′جنوبی ۱۶۶°۱۶′شرقی / ۱۲٫۵۹°جنوبی ۱۶۶٫۲۷°شرقی محاسبه کرد و همچنین، ژرفا در ۴۴٫۲ کیلومتر بدست آمده‌است. در این محاسبات زاویه‌های (راستا، شیب، ریک) گسل سازندهٔ زمین‌لرزه و صفحه عمود بر آن برابر با (°۳۴۴، °۴۱، ° ۸۷) یا (°۱۶۸، °۴۹، ° ۹۳) حاصل شده‌است.